# Berlin-Gatow
Berlin-Gatow  este un cartier în Sector Spandau din Berlin. Gatow are densitatea cea mai mică a populației orașului Berlin. El are o populație de 6.099 loc. (în 2006). Gatow este mărginit la sud de Berlin-Kladow, la nord de Berlin-Wilhelmstadt, iar la est curge Havel. Din punct de vedere geologic Gatow se află pe  platoul Nauener, nivelat în perioada glaciară. În cartier predomină casele cu grădini, este un cartier liniștit, care are însă legături bune cu metroul sau tramvaiul spre Spandau sau alte sectoare din Berlin. 